# Metula aegrota
Metula aegrota é uma espécie de gastrópode do gênero Metula, pertencente a família Colubrariidae.